# Črenšovci
Črenšovci (Duits: Cserföld) is een gemeente in Slovenië. Het telt naast Črenšovci als grootste woonkern en gemeentezetel de volgende dorpen: Dolnja Bistrica, Gornja Bistrica, Srednja Bistrica, Trnje en Žižki. De oudste vermelding van Črenšovci als Chremsoutch dateert uit 1379. Črenšovci viel tot aan het eind van de Eerste Wereldoorlog onder het Hongaarse rijksdeel van de dubbelmonarchie.
De gemeente ontstond uit opsplitsing van de gemeente Lendava op 1 januari 1995. Tot 1998 maakte ook Velika Polana deel uit van gemeente Črenšovci; Polana werd in 1998 een zelfstandige gemeente.
Apače · Beltinci · Cankova · Črenšovci · Dobrovnik · Gornja Radgona · Gornji Petrovci · Grad · Hodoš · Kobilje · Križevci · Kuzma · Lendava · Ljutomer · Moravske Toplice · Murska Sobota · Odranci · Puconci · Radenci · Razkrižje · Rogašovci · Šalovci · Sveti Jurij · Tišina · Turnišče · Velika Polana · Veržej